# Gare de Saint-Aubin-sur-Mer
Gare de Saint-Aubin-sur-Mer vasútállomás Franciaországban, Saint-Aubin-sur-Mer településen.

## Vasútvonalak
Az állomást az alábbi vasútvonalak érintik:
- Caen–Courseulles-sur-Mer-vasútvonal

## Kapcsolódó állomások
A vasútállomáshoz az alábbi állomások vannak a legközelebb: